# Drymonia albisignata
Drymonia albisignata är en fjärilsart som beskrevs av Lenz. 1925. Drymonia albisignata ingår i släktet Drymonia och familjen tandspinnare. Inga underarter finns listade i Catalogue of Life.